# Cuanto tienes, cuanto vales
"Cuanto tienes, cuanto vales" es una canción escrita e interpretada por el artista argentino Tete, y corresponde al tercer sencillo del álbum La imagen es a modo ilustrativo.
- Datos: Q5793129